# Luke (Cetingrad)
Luke (Cetingrad) es una localidad de Croacia en el municipio de Cetingrad, condado de Karlovac.

## Geografía
Se encuentra a una altitud de 250 m s. n. m. a 114 km de la capital nacional, Zagreb.

## Demografía
En el censo 2011, el total de población de la localidad fue de 8 habitantes.
| Gráfica de población de Luke (Cetingrad) 1857-2011                  |
|                                                                     |
| Según los censos de población de la oficina estadística de Croacia. |